# Waleri Miladowitsch Sjutkin

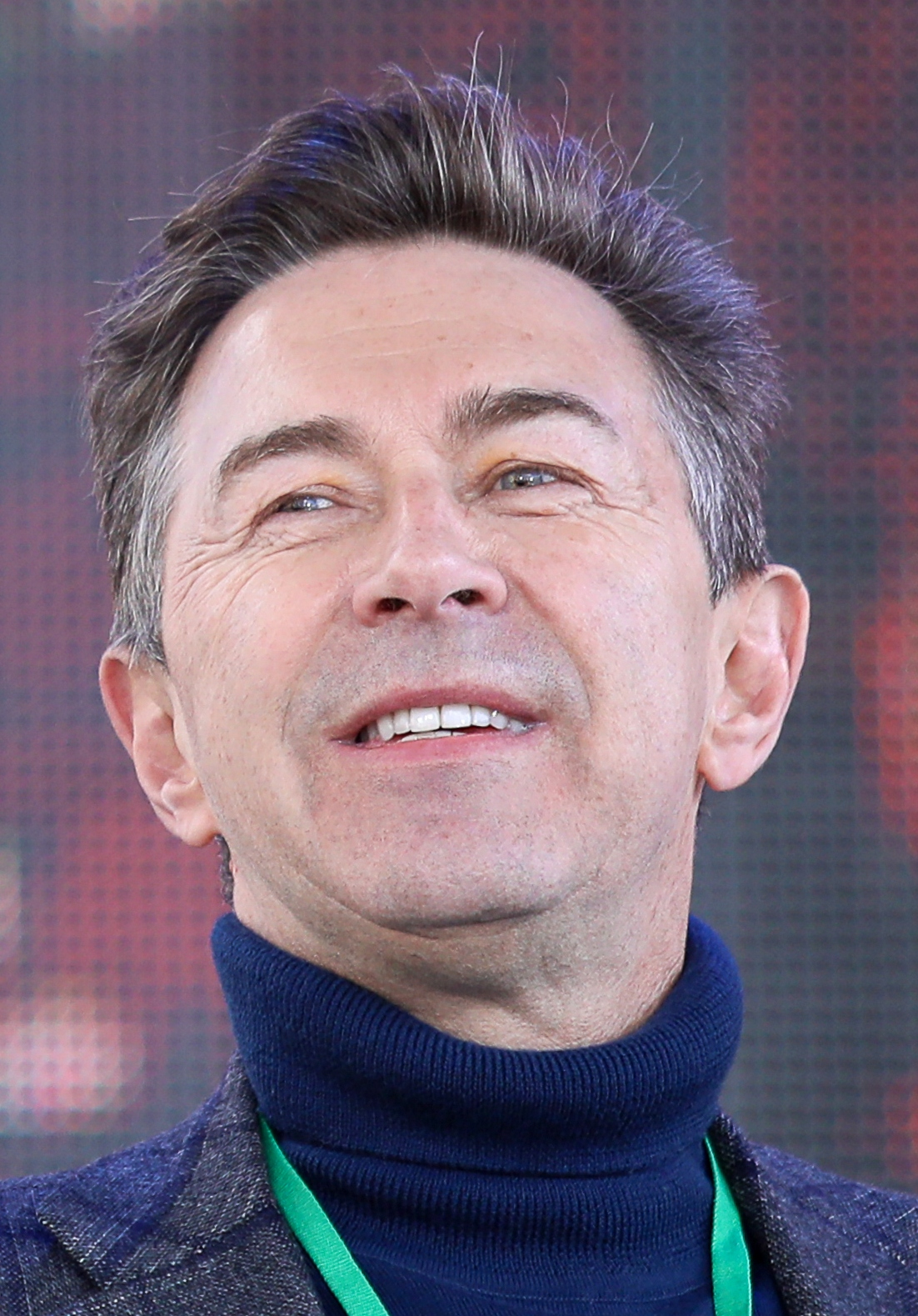
Waleri Sjutkin (2018)

Waleri Miladowitsch Sjutkin (russisch Валерий Миладович Сюткин; * 22. März 1958 in Moskau) ist ein russischer Sänger.

## Biografie
Anfang der 1970er Jahre begann er gleichzeitig in mehreren Amateurbands, Schlagzeug und E-Bass zu spielen. Bei Auftritten in Schulensemblen spielte er Lieder von den Beatles, Grand Funk Railroad, Deep Purple, Led Zeppelin, Slade und den Smokie.
1982 kam er zur Gruppe Telefon (russ. Телефон), die zwei Jahre später zu einem professionellen philharmonischen Kollektiv wurde.
Im Januar 1985 gründete Sjutkin die Band Fen-o-Men (russ. Фэн-о-мен) und brachte das Album Ikra Sernistaja (russ. Икра зернистая) (deutsch Körniges Kaviar) heraus, sowie ein Soloalbum Twist-Kaskad (russ. Твист-каскад).
Im August 1990 ging er zur Band Brawo, mit der er bis Mai 1995 zusammenarbeitete und seinen eigenen Stil herausarbeitete. In den Texten verwendet er einen Slang der Subkultur der 1940er bis 1960er Jahre; musikalisch orientiert er sich an den populären amerikanischen 1950er Jahren.
1995 verließ er Brawo und gründete Sjutkin & Co (russ. Сюткин и Ко). Im selben Jahr wird der Song 7000 über der Erde (russ. 7000 над землёй) aus dem Album Das, was man braucht (russ. То, что надо) zum besten Schlager des Jahres ernannt.
Von 2001 bis 2002 war Sjutkin Moderator einer musikalischen Sendung beim Fernsehsender Rossija 1.
Im März 2008 wurde dem Sänger die Auszeichnung "Verdienter Künstler Russlands" verliehen.

## Diskografie

### Mit Brawo
- 1990: Стиляги из Москвы (Die gestylten aus Moskau)
- 1993: Московский бит (Moskauer Beat)
- 1994: Дорога в облака (Der Weg zu den Wolken)

### Sjutkin & co
- 1995: То, что надо (Das, was man braucht)
- 1996: Радио ночных дорог (Radio der nächtlichen Straßen)
- 1998: Далеко не все (Längst nicht alles)
- 2000: 004
- 2012: Целуйтесь Медленно

### Singles (Auswahl)
- 1995: 7 Тысяч Над Землей
- 2012: Москва-Нева